# Made in Romania
Made in Romania je píseň Ionuța Cercela vydaná v roce 2008 na albu Șapte Trandafiri.

## Pozadí
Ionuț Cercel vydal píseň Made in Romania jako součást svého alba Șapte Trandafiri. Píseň napsal a složil Florin Salam a odráží směs moderních rumunských manele.

## Vydání a úspěch
Píseň si v Rumunsku rychle získala oblibu. Mezinárodní slávu si získala až 13 let po svém prvním vydání díky svému rozšíření na sociálních sítích. U příležitosti Mistrovství Evropy ve fotbale vydali Cercel, Loredana Groza a Marius Moga coververzi Hai, România! (Made in Romanie, Yali, Yo, Da, dumlada). Ve stejném měsíci vyšla i nová verze staré písně od Cercelova syna Patricka Cercela.